# Anna Abrahams
Anna Adelaïde Abrahams (Middelburg, 16 juni 1849 - Den Haag, 18 januari 1930) was een Nederlandse kunstschilderes.

## Leven en werk
Abrahams werd in 1849 in Middelburg geboren als dochter van de boekhandelaar Hendrik Paulus Abrahams en Johanna Wilhelmina Oudraat. Haar eerste schilderlessen kreeg Abrahams van Jan Frederik Schütz sr., een marineschilder. Omstreeks 1866 verbleef Abrahams in het Gelderse Oosterbeek, waar ze door meerdere schilders werd opgeleid. Vanaf 1877 volgde ze schilderlessen aan de Koninklijke Academie van Beeldende Kunsten in Den Haag. Ook volgde ze lessen bij de kunstschilder Petrus van der Velden. Abrahams schilderde hoofdzakelijk stillevens, vooral van bloemen of vruchten. Werken van Abrahams werden bekroond met een eervolle vermelding tijdens internationale tentoonstellingen in Parijs in 1899 en in 1900. Haar werk werd geëxposeerd in onder andere Amsterdam, Berlijn, Brussel, Chicago, Den Haag (1890), Düsseldorf, Parijs en Utrecht.
Abrahams was lid van de Haagse schilderessenvereniging ODIS, van de Haagse Kunstkring, van het kunstenaarsgenootschap Pulchri Studio in Den Haag en van Arti et Amicitiae in Amsterdam.
Werk van Abrahams maakt deel uit van de Mesdag Collectie in Den Haag. Ook het Stedelijk Museum Amsterdam, het Gemeentemuseum Den Haag, het Zeeuws Museum, het Museum Gouda, het Museum Veluwezoom, het Museum Boijmans Van Beuningen en het Kröller-Müller Museum bezitten werk van Abrahams in hun collecties.
Abrahams was ongehuwd. Zij overleed in januari 1930 op 80-jarige leeftijd in haar woonplaats Den Haag. Zij werd op 21 januari 1930 begraven op de Algemene Begraafplaats Kerkhoflaan. Na haar overlijden werd op 21 oktober 1930 haar nagelaten werk geveild. Behalve werk van haarzelf betrof het onder andere werken van Paul Arntzenius, Hendrik Haverman, Sientje van Houten en Willem de Zwart.

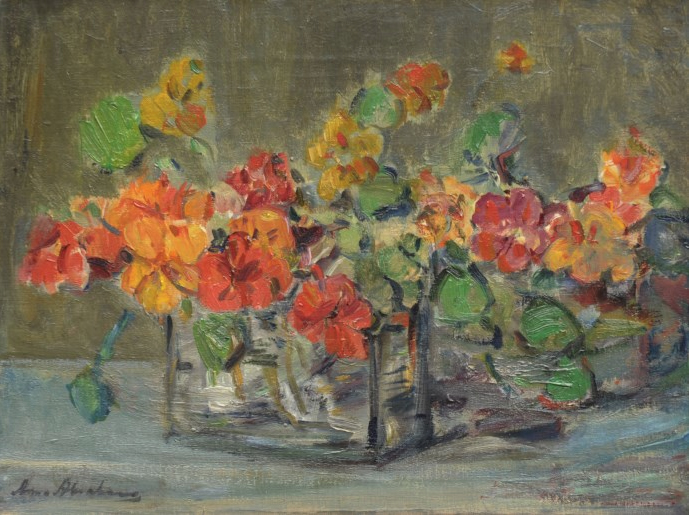
Stilleven van Anna Abrahams
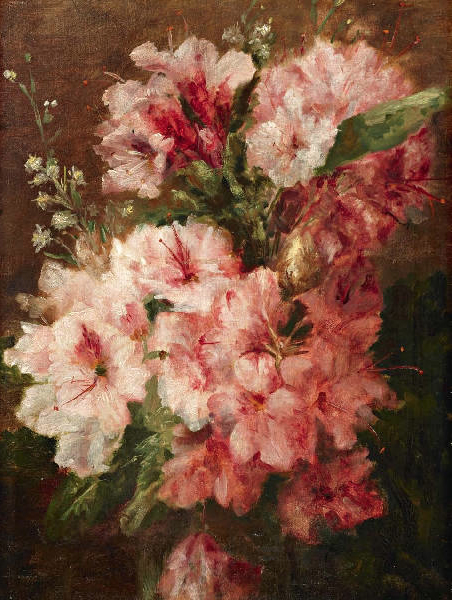
Stilleven toegeschreven aan Anna Abrahams

- Biografisch Portaal: 17021633
- RKD-Nederlands Instituut voor Kunstgeschiedenis: 227
- Union List of Artist Names: 500131146
- Virtual International Authority File: 96642716